# 斯洛文尼亚共产主义者联盟
斯洛文尼亚共產主義者聯盟，简称斯共盟（ZKS），是南斯拉夫共產主義者聯盟在斯洛文尼亚的分支。

## 歷史
1937年4月，斯洛文尼亚共产党作为南斯拉夫共产党在斯洛文尼亚地区的分支成立。
1952年南斯拉夫共產黨第六次代表大會期間，將黨改名為南斯拉夫共產主義者聯盟，各共和國和自治省的党组织也相应地改名为共产主义者联盟。
1974年南斯拉夫宪法颁布後，大幅提高各共和國共盟的權力，使得斯共盟形同獨立政黨。
1980年代晚期，斯洛博丹·米洛舍维奇成為塞尔维亚共產主義者聯盟中央委员会主席团主席，他在塞爾維亞推行大塞尔维亚主义政策，使得南斯拉夫內部民族衝突加劇，在南斯拉夫共产主義者联盟第十四届党代表大会中，由于反对由米洛舍维奇所领导的塞尔维亚共产主義者联盟，克罗地亚代表团与斯洛文尼亚代表团一同离席。終於在1990年代導致南斯拉夫各民族的衝突及南斯拉夫社會主義聯邦共和國瓦解。1990年2月4日，斯洛文尼亚共產主義者聯盟改组为“斯洛文尼亚共产主义者联盟—民主复兴党”，不久又改名为“民主复兴党”。
1992年，民主复兴党改名为“社会民主复兴”。1993年5月29日，“社会民主复兴”与社会民主联盟和斯洛文尼亚工人党合并为社会民主人士联合名单。